# Fidesz
Fidesz – ungerska medborgarunionen (ungerska: Fidesz – Magyar Polgári Szövetség), eller enbart Fidesz, är ett nationalkonservativt och kristdemokratiskt parti i Ungern, bildat den 30 mars 1988. Partiet, med dess ledare Viktor Orbán, har dominerat Ungerns politik sedan senare delen av 1990-talet. Partiet har en konfliktfull relation till EU och har även kritiserats för att undergräva demokratin. Fidesz har 116 av 199 mandat i parlamentet, partiet bedriver sedan 2005 en politisk allians med kristdemokratiska KDNP med vilka de tillsammans får 135 mandat.

## Historik
Fidesz var från början ett vänsterliberalt ungdomsparti och medlem i Liberala internationalen. Från 1994 bytte partiet inriktning till en mer konservativ linje vilket bland annat ledde till att grundaren Gábor Fodor bytte parti till det liberala SZDSZ. På senare år har partiet av allt fler bedömare karaktäriserats som högerextremt.
Partiet satt i regeringsställning 1998-2002 men förlorade valet 2002 och lyckades inte heller återvinna makten 2006. I valet 2010 däremot rönte man stora framgångar och erhöll 52,3 procent av rösterna och hela 263 mandat (av 386) i parlamentet (Országgyűlés). Detta innebär att Fidesz har två tredjedels majoritet i parlamentet och därmed på egen hand kan ändra konstitutionen. Det har partiet också gjort i stor omfattning, något som man fått kritik för av EU, Europarådet och Venedigkommissionen.

## Regeringsmakten
Sedan 2010, när Fidesz åter fick regeringsmakten, har partiet på egen hand ändrat konstitutionen och skapat över 850 nya lagar. Partiet har kritiserats för att i regeringsställning agera odemokratiskt och införa begränsningar av oppositionens möjlighet att verka politiskt. Flera lagar innebär hinder för oppositionen att bedriva en politisk valrörelse när politiska budskap förbjudits på en rad platser. Tidningen Dagens ETC skriver: "Utomhus har politiska budskap – inklusive valaffischer – förbjudits i närheten av alla bilvägar. Och i huvudstaden är politiska affischer otillåtna på metrostationer, i tunnlar, på broar, träd, elstolpar och nästan alla torg och offentliga mötesytor." Statsvetaren Andreas Bågenholm, specialiserad på Östeuropa, menar att Fidesz auktoritära drag har drabbat oppositionen och att regeringspartiet balanserar på en fin gräns: "Det är väldigt subtilt, inte tydliga regler som förbjuder oppositionen, men vi ser konsekvenserna av det. Det är oerhört oroväckande."

## Partiordförande
|   | Bild | Namn           | Valdes          | Avgick          | Längd           | Anmärkning                |
| - | ---- | -------------- | --------------- | --------------- | --------------- | ------------------------- |
| 1 |      | Viktor Orbán   | 18 april 1993   | 29 januari 2000 | 6 år, 286 dagar | Premiärminister 1998–2002 |
| 2 |      | László Kövér   | 29 januari 2000 | 6 maj 2001      | 1 år, 97 dagar  |                           |
| 3 |      | Zoltán Pokorni | 6 maj 2001      | 3 juli 2002     | 1 år, 58 dagar  |                           |
| 4 |      | János Áder     | 3 juli 2002     | 17 maj 2003     | 318 dagar       |                           |
| 5 |      | Viktor Orbán   | 17 maj 2003     | nuvarande       | –               | Premiärminister 2010–     |

## Valresultat

### Ungerns parlament
| Val  | Röster    | Röster  | Röster      |
| Val  | Antal     | Procent | Procent +/- |
| ---- | --------- | ------- | ----------- |
| 1990 | 439 481   | 8,95%   | –           |
| 1994 | 379 295   | 7,02%   | ▼1,93       |
| 1998 | 1 263 522 | 28,18%  | ▲21,16      |
| 2002 | 2 306,763 | 41,07%  | ▲13,89      |
| 2006 | 2 272 979 | 42,03%  | ▲0,96       |
| 2010 | 2 706 292 | 52,73%  | ▲10,70      |
| 2014 | 2 264 486 | 44,87%  | ▼7,86       |
| 2018 | 2 824 206 | 49,27%  | ▲4,40       |
| 2022 | 3 060 706 | 54,13%  | ▲4,86       |